# عمارة الأرض في الإسلام (كتاب)
عمارة الأرض في الإسلام  كتاب للمؤلف جميل عبد القادر أكبر، يبحث في عمارة بلاد المسلمين ومقارنة الشريعة الإسلامية بالقوانين الوضعية. ويتخصص هذا الكتاب بفن العمارة الإسلامية وفلسفتها وجمالها وروعتها التي استمدتها من روح دين الإسلام مقارناً لذلك بأنظمة العمران الوضعية، ويُشكل أيضاً تحفة فنية حيث جاء مليئاً بالصور العمرانية الإسلامية.